# Azmahar Ariano
Azmahar Aníbal Ariano Navarro (Colón, provincia de Colón, Panamá, 14 de enero de 1991) es un futbolista panameño. Juega como defensa central y su equipo actual es Tauro Fútbol Club de la Primera División de Panamá.

## Trayectoria
Ariano debutó con el Tauro Fútbol Club el 6 de noviembre de 2010, durante un encuentro contra el Chepo F. C. que concluyó con victoria de 2-0. El 27 de febrero de 2011, ante el C. D. Árabe Unido, marcó el primer gol de su carrera profesional, en un enfrentamiento que finalizó con triunfo de 2-0 en favor de los «taurinos». Tuvo una prueba en el Real Madrid Castilla, donde conoció a Zinedine Zidane y Fernando Morientes.
A mediados de 2012, fichó por el Sporting San Miguelito. Hizo su debut el 11 de agosto de 2012, contra el Chorrillo FC, en un encuentro que se perdió por la mínima. En enero de 2013, el Chepo FC lo anunció como su refuerzo. 

### Budapest Honvéd FC
El 19 de febrero de 2014, fue traspasado al Budapest Honvéd FC de Hungría, uno de los clubes con mayor historia y populares de aquel país. Firmó un contrato por 3 años. Debutó con el club húngaro el 3 de agosto de 2014, frente al Győri ETO FC, en un enfrentamiento válido por la Nemzeti Bajnokság I, cuyo resultado fue de 3-1 en contra. Jugó al lado del colombiano Edixon Perea y de su compatriota Aníbal Godoy. 
El 5 de febrero de 2015, un año después de su partida al fútbol europeo, se confirmó su retorno a la disciplina del Chepo FC, realizando una segunda etapa con bastante regularidad que le volvió a abrir puertas en el extranjero, sobre todo en el fútbol colombiano. No obstante, en julio de 2016 finalmente firmó con el CD Árabe Unido. 
El 2 de enero de 2017, se anunció su fichaje por el Atlético Bucaramanga de Colombia, sin embargo, el 16 de enero se anunció que el traspaso se había venido abajo debido a una lesión del jugador. Ariano continuó jugando para el C. D. Árabe Unido. 
El 25 de enero de 2018, se oficializó su cesión al Patriotas Boyacá por una temporada para encarar la Categoría Primera A colombiana. Su debut se produjo el 4 de febrero de 2018, contra el Independiente Santa Fe, en un encuentro válido por la primera fecha del Torneo Apertura 2018, en el cual el cuadro boyacense se llevó una victoria de 2-0 en el Estadio Nemesio Camacho El Campín de Bogotá.

### Honduras
El 15 de junio de 2019, el CD Marathón de Honduras lo anunció como su segundo refuerzo de cara al segundo semestre de 2019. A pesar de su gran semestre, no renovó por un tema estrictamente económico.

### Panamá y Perú
Debido a su gran semestre con el Club Atlético Independiente de La Chorrera, club con el que salió campeón en el torneo panameño, siendo uno de los defensores más destacados. El 2 de enero de 2021 fue oficializado como nuevo refuerzo de Alianza Atlético Sullana, club recién ascendido a la Primera División de Perú, además compartirá la defensa con el mundialista peruano Alberto Rodríguez. Su contrato es a préstamo por un año. Su primer gol en el torneo peruano lo marcó frente a Universitario de Deportes, en la derrota 2-1 del equipo sullanense. Luego de un año complicado, luchando por descenso, se salva de categoría en la última fecha, cumpliendo con el principal objetivo del club.

## Selección nacional
Ha sido internacional con la selección de fútbol de Panamá en 5 ocasiones y no ha marcado goles. Su debut se produjo el 11 de octubre de 2016, en un encuentro amistoso ante la selección de México que finalizó con marcador de 1-0 a favor de los mexicanos. 

### Goles internacionales
| Gol | Fecha               | Lugar                                              | Oponente | Anotación | Resultado | Competición               |
| --- | ------------------- | -------------------------------------------------- | -------- | --------- | --------- | ------------------------- |
| 1   | 30 de enero de 2022 | Estadio Rommel Fernandez, Ciudad de Panamá, Panamá | Jamaica  | 3-1       | 3-2       | Eliminatoria Mundial 2022 |

### Participaciones en Copa Centroamericana
| Copa                      | Sede   | Resultado  |
| ------------------------- | ------ | ---------- |
| Copa Centroamericana 2017 | Panamá | Subcampeón |

## Clubes
| Club                        | País      | Año           | PJ | Goles |
| --------------------------- | --------- | ------------- | -- | ----- |
| Tauro FC                    | Panamá    | 2010 - 2012   | 17 | 2     |
| Sporting San Miguelito      | Panamá    | 2012          | 2  | 0     |
| Chepo FC                    | Panamá    | 2013          | 11 | 0     |
| Budapest Honvéd FC (Cedido) | Hungría   | 2013 - 2014   | 2  | 0     |
| Chepo FC                    | Panamá    | 2015 - 2016   | 41 | 2     |
| CD Árabe Unido              | Panamá    | 2016 - 2017   | 31 | 1     |
| Patriotas Boyacá            | Colombia  | 2018          | 11 | 0     |
| Tauro FC                    | Panamá    | 2019          | 15 | 1     |
| CD Marathón                 | Honduras  | 2019          | 20 | 0     |
| CD Plaza Amador             | Panamá    | 2020          | 5  | 0     |
| CA Independiente            | Panamá    | 2020          | 8  | 1     |
| Alianza Atlético (Cedido)   | Perú      | 2021          | 20 | 2     |
| Monagas SC (Cedido)         | Venezuela | 2022          | 8  | 1     |
| Deportivo Táchira           | Venezuela | 2022 - 2023   | 15 | 0     |
| Portuguesa FC               | Venezuela | 2023          | 6  | 0     |
| Olancho FC                  | Honduras  | 2023          | 1  | 0     |
| CA Independiente            | Panamá    | 2024          | 7  | 0     |
| Tauro FC                    | Panamá    | 2024-presente | 0  | 0     |

## Palmarés

### Campeonatos nacionales
| Título           | Club             | País   | Año    |
| ---------------- | ---------------- | ------ | ------ |
| Primera División | Tauro FC         | Panamá | 2010-A |
| Primera División | Tauro FC         | Panamá | 2012-A |
| Primera División | CD Árabe Unido   | Panamá | 2016-A |
| Primera División | CA Independiente | Panamá | 2020-C |